# 星平藻属
星平藻属（学名：Asteroplanus）为脆杆藻科的一个属。

## 下级分类
本属包括以下物种：
- 加拉星平藻 Asteroplanus karianus (Grunow) C.Gardner & R.M.Crawford